# Населення Ефіопії
Населення Ефіопії. Чисельність населення країни 2015 року становила 100,613,986 осіб (14-те місце у світі). Оцінка кількості населення цієї держави враховує ефекти зайвої смертності через захворювання на СНІД. Чисельність ефіопів стабільно збільшується, народжуваність 2015 року становила 37,27 ‰ (13-те місце у світі), смертність — 8,19 ‰ (90-те місце у світі), природний приріст — 2,89 % (10-те місце у світі) . 

## Природний рух

### Відтворення
Народжуваність в Ефіопії, станом на 2015 рік, дорівнює 37,27 ‰ (13-те місце у світі). Коефіцієнт потенційної народжуваності 2015 року становив 5,15 дитини на одну жінку (14-те місце у світі). Рівень застосування контрацепції 28,6 % (станом на 2011 рік). Середній вік матері при народженні першої дитини становив 19,6 року, медіанний вік для жінок — 25-29 років (оцінка на 2011 рік).
Смертність в Ефіопії 2015 року становила 8,19 ‰ (90-те місце у світі).
Природний приріст населення в країні 2015 року становив 2,89 % (10-те місце у світі).
За прогнозами, до 2100 року населення Ефіопії становитиме від 270 до 442 млн чоловік, приблизно до 2075 року рівень фертильності буде менше 2,1, що знаменує перехід деяких країн Східної Африки до другого типу відтворення населення, властивого зазвичай постіндустріальним спільнотам.

### Вікова структура

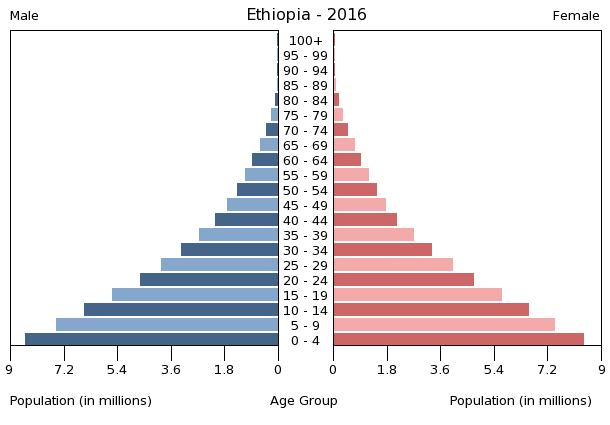
Віково-статева піраміда населення Ефіопії, 2016 рік

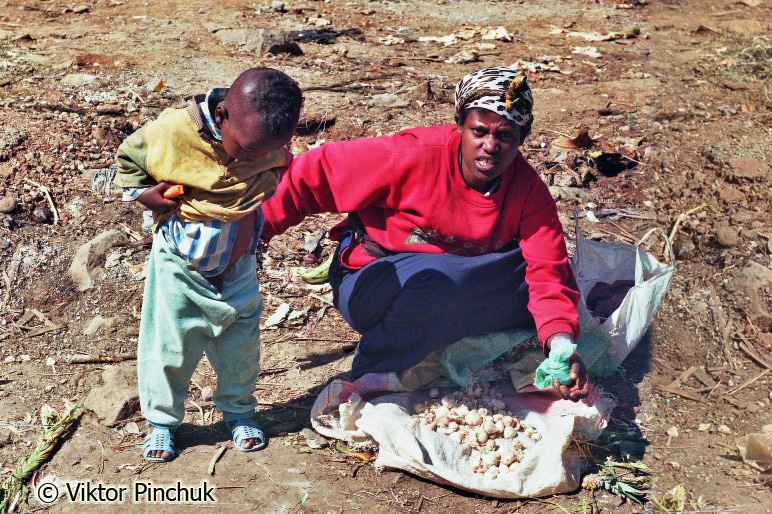
Жінка-ефіопка з дитиною (2006)

Середній вік населення Ефіопії становить 17,8 року (218-те місце у світі): для чоловіків — 17,6, для жінок — 18 років. Очікувана середня тривалість життя 2015 року становила 61,48 року (193-тє місце у світі), для чоловіків — 59,11 року, для жінок — 63,93 року.
Вікова структура населення Ефіопії, станом на 2015 рік, виглядає таким чином:
- діти віком до 14 років — 43,94 % (21 900 571 чоловік, 21 809 643 жінки);
- молодь віком 15-24 роки — 19,98 % (9 865 976 чоловіків, 10 009 596 жінок);
- дорослі віком 25-54 роки — 29,31 % (14 487 280 чоловіків, 14 667 179 жінок);
- особи передпохилого віку (55-64 роки) — 3,88 % (1 882 315 чоловіків, 1 981 761 жінки);
- особи похилого віку (65 років і старіші) — 2,88 % (1 289 336 чоловіків, 1 572 161 жінка)[1].

### Шлюбність— розлучуваність
Середній вік, коли чоловіки беруть перший шлюб дорівнює 23,9 року, жінки — 17,4 року, загалом — 20,7 року (дані за 2011 рік).

## Розселення
Густота населення країни 2015 року становила 99,4 особи/км² (123-тє місце у світі).

### Урбанізація
Ефіопія низькоурбанізована країна. Рівень урбанізованості становить 19,5 % населення країни (станом на 2015 рік), темпи зростання частки міського населення — 4,89 % (оцінка тренду за 2010—2015 роки).
Головні міста держави: Аддис-Абеба (столиця) — 3,238 млн осіб (дані за 2015 рік).

### Міграції
Річний рівень еміграції 2015 року становив 0,22 ‰ (119-те місце у світі). Цей показник не враховує різниці між законними і незаконними мігрантами, між біженцями, трудовими мігрантами та іншими.

#### Біженці й вимушені переселенці
Станом на 2016 рік, в країні постійно перебуває 281,9 тис. біженців з Південного Судану, 251,98 тис. з Сомалі, 155,27 тис. з Еритреї, 37,9 тис. з Судану. У той самий час у країні, станом на 2015 рік, налічується 450 тис. внутрішньо переміщених осіб через війну з Еритреєю у 1998—2000 роках, етнічні зіткнення, військові зіткнення з сепаратистськими повстанськими угрупованнями в регіонах Сумале і Оромо, стихійні лиха.
Ефіопія є членом Міжнародної організації з міграції (IOM).

## Расово-етнічний склад
| Етнічний склад (2007 рік) | Етнічний склад (2007 рік) | Етнічний склад (2007 рік) | Етнічний склад (2007 рік) | Етнічний склад (2007 рік) |
| ------------------------- | ------------------------- | ------------------------- | ------------------------- | ------------------------- |
| Етнос:                    |                           |                           | Відсоток:                 |                           |
| оромо                     | оромо                     |                           | 34.4%                     | 34.4%                     |
| амхарці                   | амхарці                   |                           | 27%                       | 27%                       |
| сомалійці                 | сомалійці                 |                           | 6.2%                      | 6.2%                      |
| тиграї                    | тиграї                    |                           | 6.1%                      | 6.1%                      |
| сідамо                    | сідамо                    |                           | 4%                        | 4%                        |
| гураге                    | гураге                    |                           | 2.5%                      | 2.5%                      |
| велайта                   | велайта                   |                           | 2.3%                      | 2.3%                      |
| хадія                     | хадія                     |                           | 1.7%                      | 1.7%                      |
| афарці                    | афарці                    |                           | 1.7%                      | 1.7%                      |
| гамо                      | гамо                      |                           | 1.5%                      | 1.5%                      |
| гедео                     | гедео                     |                           | 1.3%                      | 1.3%                      |
| сілте                     | сілте                     |                           | 1.3%                      | 1.3%                      |
| інші                      | інші                      |                           | 10%                       | 10%                       |

Головні етноси країни: оромо — 34,4 %, амхарці — 27 %, сомалійці — 6,2 %, тиграї — 6,1 %, сідамо — 4 %, гураге — 2,5 %, велайта — 2,3 %, хадія — 1,7 %, афарці — 1,7 %, гамо — 1,5 %, гедео — 1,3 %, сілте — 1,3 %, інші — 10 % населення (оціночні дані за 2007 рік).

## Мови
| Мови Ефіопії (2007 рік) | Мови Ефіопії (2007 рік) | Мови Ефіопії (2007 рік) | Мови Ефіопії (2007 рік) | Мови Ефіопії (2007 рік) |
| ----------------------- | ----------------------- | ----------------------- | ----------------------- | ----------------------- |
| Мова:                   |                         |                         | Відсоток:               |                         |
| амхарська               | амхарська               |                         | 29.3%                   | 29.3%                   |
| оромо                   | оромо                   |                         | 33.8%                   | 33.8%                   |
| сомалійська             | сомалійська             |                         | 6.2%                    | 6.2%                    |
| тигринья                | тигринья                |                         | 5.9%                    | 5.9%                    |
| афарська                | афарська                |                         | 1.7%                    | 1.7%                    |
| сідамо                  | сідамо                  |                         | 4%                      | 4%                      |
| воламо                  | воламо                  |                         | 2.2%                    | 2.2%                    |
| гураге                  | гураге                  |                         | 2%                      | 2%                      |
| хадія                   | хадія                   |                         | 1.7%                    | 1.7%                    |
| інші                    | інші                    |                         | 12.8%                   | 12.8%                   |

Офіційні мови: амхарська — розмовляє 29,3 % населення країни, оромо (офіційна мова в провінції Оромія) — 33,8 %, сомалійська (офіційна мова в провінції Сумале) 6,2 %, тигринья (офіційна мова в провінції Тиграй) — 5,9 %, афарська (офіційна мова в провінції Афар) — 1,7 %. Інші поширені мови: сідамо — 4 %, воламо — 2,2 %, себат-бет гураге — 2 %, хадія — 1,7 %, гамо — 1,5 %, гедео — 1,3 %, опуо — 1,2 %, кафа — 1,1 %, інші 70 мов і діалектів семіто-хамітської і кушитської мовних груп. — 8,1 %, англійська, арабська (оцінка 2007 року).

## Релігії
| Релігії в Ефіопії (2007 рік) | Релігії в Ефіопії (2007 рік) | Релігії в Ефіопії (2007 рік) | Релігії в Ефіопії (2007 рік) | Релігії в Ефіопії (2007 рік) |
| ---------------------------- | ---------------------------- | ---------------------------- | ---------------------------- | ---------------------------- |
| Віросповідання:              |                              |                              | Відсоток:                    |                              |
| православні                  | православні                  |                              | 43.5%                        | 43.5%                        |
| мусульмани                   | мусульмани                   |                              | 33.9%                        | 33.9%                        |
| протестанти                  | протестанти                  |                              | 18.5%                        | 18.5%                        |
| католики                     | католики                     |                              | 0.7%                         | 0.7%                         |
| інші                         | інші                         |                              | 3.5%                         | 3.5%                         |

Головні релігії й вірування, які сповідує, і конфесії та церковні організації, до яких відносить себе населення країни: ефіопське православ'я (Ефіопська православна церква) — 43,5 %, іслам — 33,9 %, протестантизм — 18,5 %, місцеві традиційні вірування — 2,7 %, католицтво — 0,7 %, інші — 0,6 % (станом на 2007 рік).

## Освіта
Рівень письменності 2015 року становив 49,1 % дорослого населення (віком від 15 років): 57,2 % — серед чоловіків, 41,1 % — серед жінок.
Державні витрати на освіту становлять 4,5 % ВВП країни, станом на 2013 рік (85-те місце у світі). Середня тривалість освіти становить 8 років, для хлопців — до 9 років, для дівчат — до 8 років (станом на 2012 рік).

### Вища
У країні реально діють 2 вузи: університет в Аддис-Абебі і Сільськогосподарський інститут в Алемайе, ще 3 знаходяться в стадії становлення — технічний університети в Бахр-Дар і університети в Авассі й Меккеле.

## Охорона здоров'я
Забезпеченість лікарями в країні на рівні 0,03 лікаря на 1000 мешканців (станом на 2009 рік). Забезпеченість лікарняними ліжками в стаціонарах — 6,3 ліжка на 1000 мешканців (станом на 2011 рік). Загальні витрати на охорону здоров'я 2014 року становили 4,9 % ВВП країни (166-те місце у світі).
Смертність немовлят до 1 року, станом на 2015 рік, становила 53,37 ‰ (31-ше місце у світі); хлопчиків — 61,08 ‰, дівчаток — 45,43 ‰. Рівень материнської смертності 2015 року становив 353 випадків на 100 тис. народжень (33-тє місце у світі).
Ефіопія входить до складу ряду міжнародних організацій: Міжнародного руху (ICRM) і Міжнародної федерації товариств Червоного Хреста і Червоного Півмісяця (IFRCS), Дитячого фонду ООН (UNISEF), Всесвітньої організації охорони здоров'я (WHO).

### Захворювання
Потенційний рівень зараження інфекційними хворобами в країні дуже високий. Найпоширеніші інфекційні захворювання: діарея, гепатит А, черевний тиф, малярія, гарячка денге, менінгококовий менінгіт, сказ, шистосомози (станом на 2016 рік).
2014 року було зареєстровано 730,3 тис. хворих на СНІД (12-те місце в світі), це 1,15 % населення в репродуктивному віці 15-49 років (40-ве місце у світі). Смертність 2014 року від цієї хвороби становила 23,4 тис. осіб (13-те місце у світі).
Частка дорослого населення з високим індексом маси тіла 2014 року становила 3,3 % (191-ше місце у світі); частка дітей віком до 5 років зі зниженою масою тіла становила 25,2 % (оцінка на 2014 рік). Ця статистика показує як власне стан харчування, так і наявну/гіпотетичну поширеність різних захворювань.

### Санітарія
Доступ до облаштованих джерел питної води 2015 року мало 93,1 % населення в містах і 48,6 % в сільській місцевості; загалом 57,3 % населення країни. Відсоток забезпеченості населення доступом до облаштованого водовідведення (каналізація, септик): в містах — 27,2 %, в сільській місцевості — 28,2 %, загалом по країні — 28 % (станом на 2015 рік). Споживання прісної води, станом на 2005 рік, дорівнює 5,56 км³ на рік, або 80,5 тонни на одного мешканця на рік: з яких 13 % припадає на побутові, 1 % — на промислові, 86 % — на сільськогосподарські потреби.

## Соціально-економічне становище
Співвідношення осіб, що в економічному плані залежать від інших, до осіб працездатного віку (15—64 роки) загалом становить 81,6 % (станом на 2015 рік): частка дітей — 75,2 %; частка осіб похилого віку — 6,3 %, або 15,8 потенційно працездатного на 1 пенсіонера. Загалом дані показники характеризують рівень затребуваності державної допомоги в секторах освіти, охорони здоров'я і пенсійного забезпечення, відповідно. За межею бідності 2014 року перебувало 29,6 % населення країни. Розподіл доходів домогосподарств у країні виглядає таким чином: нижній дециль — 4,1 %, верхній дециль — 25,6 % (станом на 2005 рік).
Станом на 2013 рік, у країні 71,2 млн осіб не має доступу до електромереж; 24 % населення має доступ, у містах цей показник дорівнює 85 %, у сільській місцевості — 10 %. Рівень проникнення інтернет-технологій низький. Станом на липень 2015 року в країні налічувалось 11,538 млн унікальних інтернет-користувачів (107-ме місце у світі), що становило 11,6 % загальної кількості населення країни.

### Трудові ресурси
Загальні трудові ресурси 2015 року становили 49,27 млн осіб (14-те місце у світі). Зайнятість економічно активного населення у господарстві країни розподіляється таким чином: аграрне, лісове і рибне господарства — 85 %; промисловість і будівництво — 5 %; сфера послуг — 10 % (станом на 2009 рік). 10,693 млн дітей у віці від 5 до 14 років (53 % загальної кількості) 2005 року були залучені до дитячої праці. Безробіття 2011 року дорівнювало 17,5 % працездатного населення, 2012 року — 18 % (162-ге місце у світі); серед молоді у віці 15—24 років ця частка становила 7,3 %, серед юнаків — 5 %, серед дівчат — 9,6 % (36-те місце у світі).

## Кримінал

### Наркотики

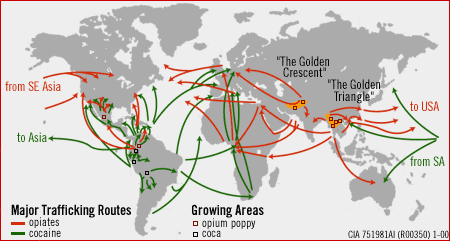
Світові маршрути наркотрафіку

Транзитна країна для героїну з Південно-Західної й Південно-Східної Азії на ринки Європи, кокаїну на ринки Південної Африки; легально вирощується кат для внутрішнього споживання й на експорт до Джибуті й Сомалі; країна потенційно уразлива до відмивання грошей.

### Торгівля людьми
Згідно зі щорічною доповіддю про торгівлю людьми (англ. Trafficking in Persons Report) Управління з моніторингу та боротьби з торгівлею людьми Державного департаменту США, уряд Ефіопії докладає значних зусиль в боротьбі з явищем примусової праці, сексуальної експлуатації, незаконною торгівлею внутрішніми органами, але законодавство відповідає мінімальним вимогам американського закону 2000 року щодо захисту жертв (англ. Trafficking Victims Protection Act’s) не в повній мірі, країна знаходиться у списку другого рівня.

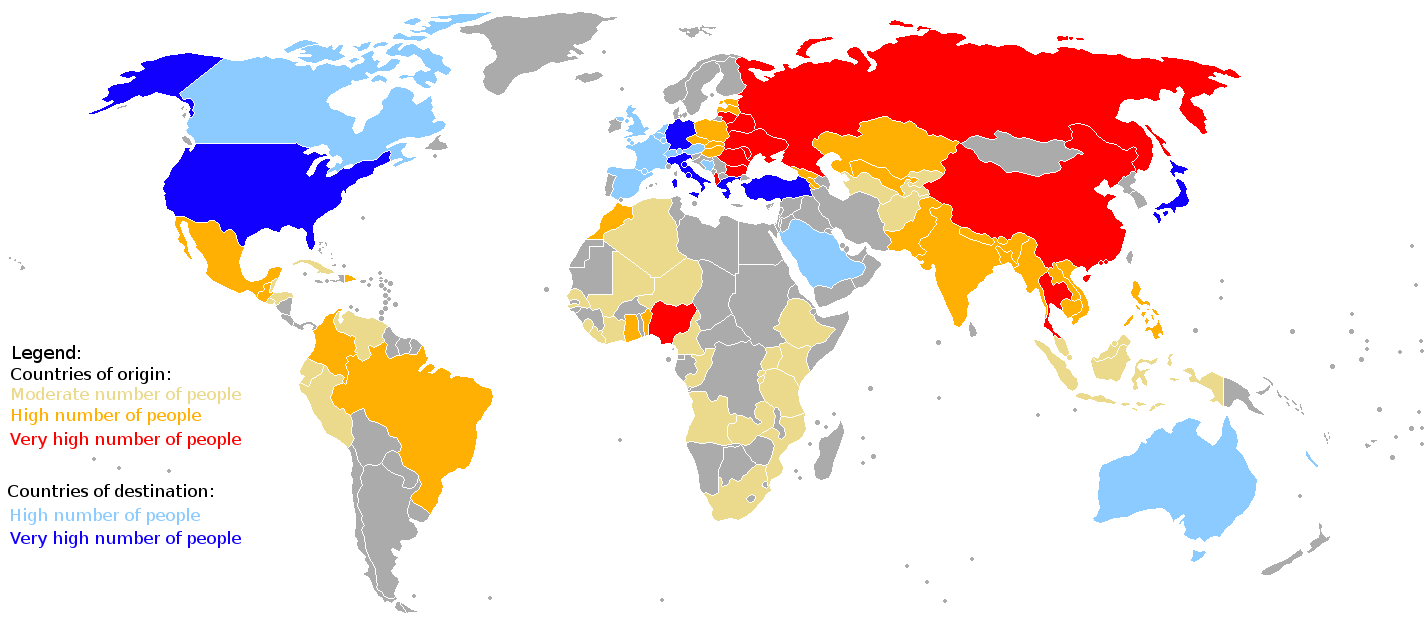
Країни-донори (червоний) і країни-реципієнти кримінальних потоків  (англ.)
Глобальна боротьба з торгівлею людьми (англ.)

## Статева структура
Статеве співвідношення (оцінка 2015 року):
- при народженні — 1,03 особи чоловічої статі на 1 особу жіночої;
- у віці до 14 років — 1 особи чоловічої статі на 1 особу жіночої;
- у віці 15—24 років — 0,99 особи чоловічої статі на 1 особу жіночої;
- у віці 25—54 років — 0,99 особи чоловічої статі на 1 особу жіночої;
- у віці 55—64 років — 0,95 особи чоловічої статі на 1 особу жіночої;
- у віці за 64 роки — 0,82 особи чоловічої статі на 1 особу жіночої;
- загалом — 0,99 особи чоловічої статі на 1 особу жіночої[1].

## Демографічні дослідження
Демографічні дослідження в країні ведуться рядом державних і наукових установ:

### Українською
- Атлас. 10-11 клас. Економічна і соціальна географія світу / упорядники :  О. Я. Скуратович, Н. І. Чанцева. — К. : ДНВП «Картографія», 2010. — ISBN 978-966-475-639-3.
- Атлас світу / голов. ред. І. С. Руденко ; зав. ред. В. В. Радченко ; відп. ред. О. В. Вакуленко. — К. : ДНВП «Картографія», 2005. — 336 с. — ISBN 9666315467.
- Безуглий В. В. Економічна і соціальна географія зарубіжних країн : Навчальний посібник. — К. : ВЦ «Академія», 2007. — 704 с. — ISBN 978-966-580-239-6.
- Безуглий В. В., Козинець С. В. Регіональна економічна і соціальна географія світу : Навчальний посібник. — видання 2-ге, доп., перероб. — К. : ВЦ «Академія», 2007. — 688 с. — ISBN 966-580-144-9.
- Головченко В. І., Кравчук О. Країнознавство: Азія, Африка, Латинська Америка, Австралія і Океанія. — К., 2006. — 335 с. — ISBN 966-8939-04-2.
- Гудзеляк І. І. Географія населення: Навчальний посібник / І. Гудзеляк. — Л. : Видавничий центр ЛНУ імені Івана Франка, 2008. — 232 с. — ISBN 978-966-613-599-8.
- Дахно І. І. Країни світу: Енциклопедичний довідник / І. І. Дахно, С. М. Тимофієв. — К. : Мапа, 2011. — 606 с. — (Бібліотека нового українця) — ISBN 978-966-8804-23-6.
- Дахно І. І. Економічна географія зарубіжних країн : навчальний посібник. — К. : Центр учбової літератури, 2014. — 319 с. — ISBN 978-611-01-0682-5.
- Джаман В. О. Регіональні системи розселення: демографічні аспекти. — Чернівці : Рута, 2003. — 392 с. — ISBN 9665685988.
- Дорошенко Л. С. Демографія: Навчальний посібник. — К. : МАУП, 2005. — 112 с. — ISBN 966-608-442-2.
- Дубович І. А. Країнознавчий словник-довідник. — 5-те вид., перероб. і доп. — К. : Знання, 2008. — 839 с. — ISBN 978-966-346-330-8.
- Економічна і соціальна географія країн світу. Навчальний посібник / За ред. Кузика С. П. — Л. : Світ, 2002. — 672 с. — ISBN 966-603-178-7.
- Загальна медична географія світу / В. О. Шевченко [та ін.] — К. : [б.в.], 1998. — 178 с.
- Книш М. М., Мамчур О. І. Регіональна економічна і соціальна географія світу (Латинська Америка та Карибські країни, Африка, Азія, Океанія) : навч. посіб. — Л. : ЛНУ ім. Івана Франка, 2013. — 368 с. — ISBN 978-617-10-0007-0.
- Крисаченко В. С. Динаміка населення: Популяційні, етнічні та глобальні виміри. — К. : Видавництво Національного інституту стратегічних досліджень, 2005. — 368 с. — ISBN 966-554-083-1.
- Любіцева О. О., Мезенцев К. В., Павлов С. В. Географія релігій. — К. : АртЕК, 1999. — 504 с. — ISBN 966-505-006-0.
- Масляк П. О. Країнознавство. — К. : Знання, 2007. — 292 с. — (Вища освіта XXI століття)
- Масляк П. О., Дахно І. І. Економічна і соціальна географія світу / П. О. Масляк, І. І. Дахно ; за ред. П. О. Масляка. — К. : Вежа, 2003. — 280 с. — ISBN 966-7091-53-8.

### Російською
- (рос.) Эфиопия // Демографический энциклопедический словарь / главн. ред. Валентей Д. И. — М. : Советская энциклопедия, 1985. — 608 с.
- (рос.) Эфиопия // Африка: энциклопедический справочник [в 2-х тт.] / гл. ред. А. А. Громыко. — М. : Советская энциклопедия, 1987. — Т. 2. — 671 с.
- (рос.) Эфиопия // Страны и народы. Африка. Восточная и Южная Африка / Редкол. : М. Б. Горнунг, Г. Б. Старушенко (отв. ред.) и др. — М. : «Мысль», 1981. — 269 с. — (Страны и народы) — 180 тис. прим.
- (рос.) Атлас народов мира / Отв. ред. С. И. Брук и В. С. Апенченко. — М. : ГУГК ГГК СССР и Институт этнографии им. Н. Н. Миклухо-Маклая АН СССР, 1964. — 185 с. — 20 тис. прим.
- (рос.) Численность и расселение народов мира. Этнографические очерки / под ред. С. И. Брука. — М. : Издательство АН СССР, 1962. — 487 с.
- (рос.) Лаппо Г. М. География городов: Учебное пособие для географических факультетов вузов. — М. : Туманит, изд. центр ВЛАДОС, 1997. — 476 с. — ISBN 5-691-00047-0.
- (рос.) Ягельский А. География населения. — М. : Прогресс, 1980. — 383 с.